# 迪亞曼蒂納龍類
迪亞曼蒂納龍類（Diamantinasauria）是一群非岩盔龍類的泰坦巨龍類構成的演化支，已知分布於白堊紀晚期（森諾曼階至土侖階）的南美洲和澳洲。2021年由史蒂芬·波羅帕特（Stephen Poropat）和同事在敘述迪亞曼蒂納龍新標本的論文中所建立，包含三個屬：來自澳洲溫頓組的迪亞曼蒂納龍和草原龍以及來自巴塔哥尼亞下巴列爾組的薩米恩托龍。這個演化支的存在代表在白堊紀晚期的澳洲－南極洲－南美洲之間有陸橋相連，使物種可以遷徙互通。